# Echiurus torulobotus
Echiurus torulobotus är en djurart som tillhör fylumet skedmaskar, och som beskrevs av Salvini-Plawen, L. v. 1972. Echiurus torulobotus ingår i släktet Echiurus och familjen Echiuridae.
Artens utbredningsområde är Södra Ishavet. Inga underarter finns listade i Catalogue of Life.